# جزیره سرگردانی
جزیره سرگردانی نام رمانی نوشته سیمین دانشور است که در سال ۱۳۷۲ شمسی  از سوی انتشارات خوارزمی در تهران به چاپ رسیده‌است.
نویسنده در این رمان از پاره‌ای از شگردهای تازه داستان‌نویسی سود جسته است ؛ از جمله از حضور خود نویسنده و نیز حضور چند شخصیت واقعی دیگر مثل جلال آل احمد، شریعتی، خلیل ملکی و غلامحسین ساعدی. درونمایه رمان بیشتر سرگردانی شخصیت‌هاست، چه شخصیت‌های واقعی و چه شخصیت‌های تخیلی و نیز جوانان که نویسنده آنها را رها و سرگردان می‌نامد.

## خلاصه داستان
مادر بزرگِ هستی خانم نوریان است که عمریست با یاد تنها پسر کشته شده اش زندگی می‌کند؛ پسری که در جریان‌های سیاسی دهه سی، ققنوس‌وار خویشتن را در آتش می‌افکند تا نهالی پا بگیرد. خانم نوریان سالهاست که نوه‌هایش، «هستی» و «شاهین» را زیر بال و پر خود گرفته‌است. او که زمانی پیشه آموزگاری داشته، هنوز هم خاطره دیروزها رهایش نکرده، برای پیر احمدآباد و پسرش اشک می‌ریزد. «عشرت» یا «مامان عشی» مادر ِهستی است که اکنون همسرِ مرد پولداری پیوسته با دستگاه دولت و آمریکایی‌هاست و با ولنگاری‌های خویش در فکر شکستن سد جنسیت است و با نترسی، با مردان دله و هیزی می‌آمیزد که با بوی عطرهای جورواجور و «ال.اس. دی» و «گراس» شب‌های خود را پر می‌کنند. او پیوند هستی است با دنیایی که از نداری مادر بزرگ، فرسنگ‌ها دور است و این روزها بدنبال همسر خوبی برای «هستی» می‌گردد؛ عشرت گونه ای است از آدمهایی که فرهنگ زورگویی و بهره‌کشی زمانه، پاک بودن را از آنها می‌گیرد و زمانی هم که به خویشتن خود بازمی‌گردند، خود را هراسان و پشیمان می‌یابند. غافل از اینکه «شکستن سد جنسیت یعنی برابری جنسیت. عشرت یا مامان عشی نماینده طبقه بورژوا و مصرف گرا در داستان است. وی پس از مرگ شوهرش (در راه مصدق) به یکسال نرسیده همسر احمد گنجور که پادوی آمریکایی هاست می‌شود.
«مراد» همکلاسی «هستی» ست و یگانه مونس او پیش از آشنایی با سلیم. درگیر سیاست است و برخورد مسلحانه را پیشنهاد می‌کند و همواره نگران آن است که: «در شهر حلب خورشید به آوارگان و بچه‌های کرایه‌ای زل زده بود و در آسمان ابری نبود تا بگرید.» او آگاه از سرنوشت خود است و می‌داند که «در هر دستگاهی اگر با چرخ آن دستگاه نچرخی خردت می‌کنند». به نقل داستان مراد پیرو «دکتر علی شریعتی» است و حتی در آن زمان با وی رابطه داشته‌است. «سلیم» چون آذرخشی در آسمان تاریک، خیلی ناگهانی در زندگی «هستی» رخ می‌نماید، به نام خواستگاری از دختری که مادرش نشان کرده‌است. او آدمی است درس خوانده که در شیوه نگرش و کردار، شیفته «جلال آل احمد» است و به گفته خودش «فعلاً رابط روحانیان و روشنفکرانم» و وقتی که به گذشته تبارش برمی‌گردد، می‌گوید: «پدرم پس از پشتیبانی از محمد مصدق و سرخوردن از سیاست، شد تکمه‌چی تمام عیار، زن باره، درباری، ای خدا چه بگویم دل آدم می‌ترکد». «هستی» شاهدی راستین برای زمانهٔ خویش است. نقاشی است درس خوانده و در بند اندیشه‌های بزرگ و نوین استادان و آشنایانی چون «سیمین دانشور» «حمید عنایت»، «خلیل ملکی» و «جلال آل احمد». همه آدمهای داستان در رویارویی با کردار و پندار «هستی» جایگاه خود را بازمی‌یابند.
روزی به سیمین می‌گوید: «دلم تنگ است» و سیمین می‌گوید: «دل کی تنگ نیست؟» چرا که می‌اندیشد: «غرب زدگی» آل احمد کتاب باارزشی است و نمی‌داند که «به گفتهٔ خود جلال خزعبلات هم در آن بافته شده.» هستی سرگشته‌ای است بیمناک که گاهی به گذرایی سیاست می‌اندیشد و گهی به پایایی هنر. زمانی هم در پاسخ اینکه: «می‌ترسم برداشت درستی از اوضاع ایران نداشته باشم» می‌گوید: «هیچ‌کس ندارد و گویا ایران توپ فوتبالی است که هر کس رسید، لگدی به آن می‌زند و نمی‌گذارد به دروازه نزدیک شود» ومی‌اندیشد: «کاش ما را به اسارت به سرزمین دیگری می‌بردند ؛ کی گفته بود جایی که کلمات قدغن نباشد و جایی که ولنگاری‌های مادر شوهر و مادر و … بر سر آدم هوار نشود.» زمانی هم به نیازهای درونی خویش بر می‌گردد و در برخورد با «مراد» می‌گوید: «شعر تحویلم نده! پا گذاشته‌ام به بیست و هفت سالگی و من‌هم مثل همهٔ زن‌ها به‌یک کانون گرم و چند تا بچه که پدرشان تو باشی احتیاج دارم». هستی از لایه‌های زمان می‌گذرد وبا شور و شوق و عشق «سلیم» درمی‌آمیزد و در رودررویی با آدمهایی که درباره‌شان اندک شرحی داده شد و نیز فراوان آدمهای دو داستان آنچنان شوری در ماجراها می‌دمد که نام «هستی» یادواره ای می‌شود از زنی بسیار برجسته، دوست‌داشتنی و ماندگار در برگهای ادبیات داستانی ایران. 
در آخر باید افزود که «جزیره سرگردانی» داستان سرگشتگی آدمی است در راه دور و درازی که با همه سرگشتگی، باید رفت. اما کجا باید رفت وقتی که «تاریخِ انسان دربردارنده همه زمان‌های اوست و هیچ جایی گذاشته نشده تا پیدایشان کنیم.» همه ساربان سرگردانی می‌شویم و یکهو می‌بینیم دنبال سرابیم و بزکهای سیاسی و «برای زندگی کردن دراین گوشهٔ دنیا آدم باید از فولاد باشد تا دوام بیاورد.»

## ویژگی‌های رمان
- چاپ اول: شهریور ۱۳۷۲ تهران
- تعداد صفحات: ۳۲۶
- سیمین دانشور این کتاب را به شیرین و دکتر عبدالحسین شیخ هدیه کرده
- آدمهای داستان:هستی. مامان عشی (عشرت). گنجور. مراد. سلیم